# Ayten Amin
Pour les articles homonymes, voir Amin.
Ayten Amin (en arabe : آيتن أمي), née en 1978 à Alexandrie (Égypte), est une réalisatrice et une productrice égyptienne.
Elle est surtout connue pour Tahrir 2011 (ar) (2011) et Villa 69 (ar)  (2013). 

## Biographie
Née en 1978 à Alexandrie, Ayten Amin étudie entre 2004 et 2006 à l'université américaine du Caire.
Elle réalise son premier court métrage de fiction en 2006 et plusieurs films publicitaires. Pendant la Révolution égyptienne de 2011, elle participe à la création, sur les événements politiques en cours, du documentaire Tahrir 2011, le bon, la brute et le politicien (en) sélectionné à la Mostra de Venise, au Festival international du film de Toronto et  nommé pour le prix du meilleur documentaire au cinéma pour la paix à la Berlinale 2012. Cette même année 2011, elle est invitée au Pavillon des cinémas du monde, à Cannes, pour apprendre à vendre ses projets de long métrage à des producteurs potentiels. 
Son premier long métrage de fiction, Villa 69, sort en 2013. Le scénario est coécrit avec Muhammed El Hajj et Mahmoud Ezzat. En 2019, elle réalise 20 épisodes d’une série à succès, Saabe’ Gaar (Le septième voisin), une série télévisée de 70 épisodes. En 2020, elle diffuse son second long-métrage de fiction, Souad, qui est sélectionné au festival de Cannes 2020 (festival annulé en raison de la pandémie, mais le film est labellisé Cannes 2020 en conséquence) et à la Berlinale 2021.

## Filmographie

### Au cinéma (longs métrages documentaires ou de fiction)
- 2011 : Tahrir 2011 (ar) (documentaire)
- 2013 : Villa 69 (ar)
- 2021 : Souad (ar)

### À la télévision
- 2017 : Saabe' Gaar (série)

## Récompenses et distinctions
- (en) Ayten Amin: Awards, sur l'Internet Movie Database